# HhhH

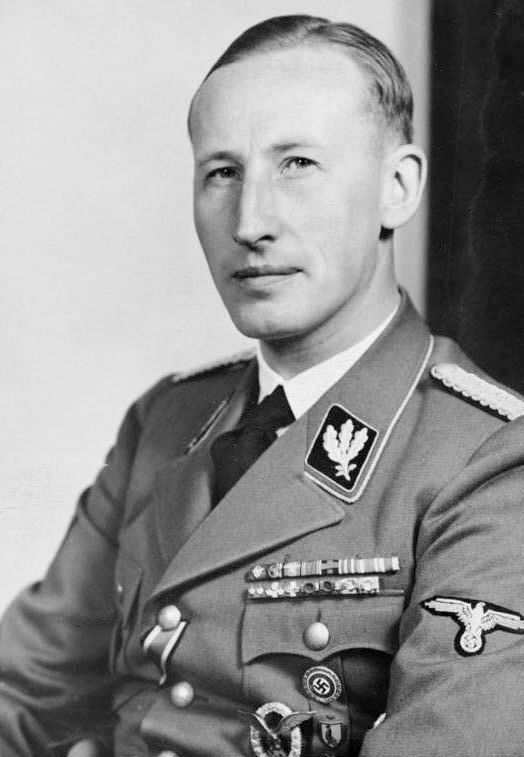
Reinhard Heydrich

HHhH is een historische roman uit 2009 geschreven door de Franse schrijver Laurent Binet (ISBN 9782253157342). HHhH is een acroniem voor Himmlers Hirn heißt Heydrich ('Himmlers hersens heten Heydrich'). Een Nederlandse vertaling door Liesbeth van Nes is uitgekomen met als titel HhhH. Himmlers hersens heten Heydrich (Uitgeverij Meulenhoff, Amsterdam, 2010, ISBN 9789029091220).
Het boek gaat over de Operatie Anthropoid, de moordaanslag op Reinhard Heydrich, de Reichsprotektor van Bohemen en Moravië in Praag tijdens de Tweede Wereldoorlog. Het boek volgt de geschiedenis van de operatie en het leven van zijn hoofdpersonen: nazikopstuk Heydrich en zijn moordenaars Jozef Gabčík en Jan Kubiš. Ook beschreef de auteur in het boek het proces van het onderzoek voor en schrijven van het boek, zijn commentaar over andere publicaties en films over het onderwerp en een reflectie over de mate waarin historische personen en hun handelingen al dan niet gefictionaliseerd mogen worden in een historische roman.
De oorspronkelijke titel HHhH is een afkorting voor Himmlers Hirn heißt Heydrich, een schimpscheut die gecirculeerd zou hebben in nazi-Duitsland. Deze titel was voorgesteld door Grasset, de uitgever van het boek, als, in plaats van de "te Sciencefiction"-aandoende werktitel Opération Anthropoïde.
De uitgever verzocht ook om twintig pagina's aan kritiek over Jonathan Littell's boek Les Bienveillantes, een boek over de SS dat in 2006 de Prix Goncourt had gewonnen, te verwijderen.
De debuutroman werd bekroond met de Prix Goncourt du Premier Roman 2010. Na het bezoek van de auteur aan Nederland in maart 2012, steeg het boek voor het eerst in Nederland in de top 20 van de bestsellerlijst.
Het boek werd in 2017 door de VPRO bewerkt tot de tv-serie Himmlers hersens heten Heydrich. In datzelfde jaar kwam ook een Frans-Belgische verfilming van het boek uit geregisseerd door Cédric Jimenez, getiteld HHhH.

## Bestseller 60
| Boeken met noteringen in de Nederlandse Bestseller 60 | Jaar van verschijnen | Datum van binnenkomst | Hoogste positie | Aantal weken | Opmerkingen |
| ----------------------------------------------------- | -------------------- | --------------------- | --------------- | ------------ | ----------- |
| HhhH                                                  | 2010                 | 16-03-2011            | 18              | 57           |             |